# Kleopátra Szeléné
Kleopátra Szeléné (Alexandria, i. e. 40. december 25. – Sersel, i. e. 5) Marcus Antonius római hadvezér, politikus és VII. Kleopátra egyiptomi királynő gyermeke volt. Ikertestvérével, Alexandrosz Héliosszal együtt Kr. e. 40-ben született, és apja önkényesen a Szeléné címmel ruházta fel. 

## Élete
Kr. e. 30-ban Octavianus meghagyta Antonius és Kleopátra gyermekeinek életét, akiket nővére, Octavia vett magához féltestvérükkel, a Fulvia Antonia és Antonius házasságából született Iullus Antoniusszal együtt. Ezek után együtt nevelkedett Octavia gyermekeivel. Később hozzáadták II. Juba numidiai majd mauretaniai királyhoz, akit még gyermekként hoztak Rómába Kr. e. 46-ban. Jubától két gyermeke született: Ptolemaiosz nevű fia örökölte a trónt, Drusilla nevű lányának (aki nem összetévesztendő az említett Ptolemaiosz szintén Drusilla nevű lányával) sorsa pedig ismeretlen.